# Turabi Çamkıran

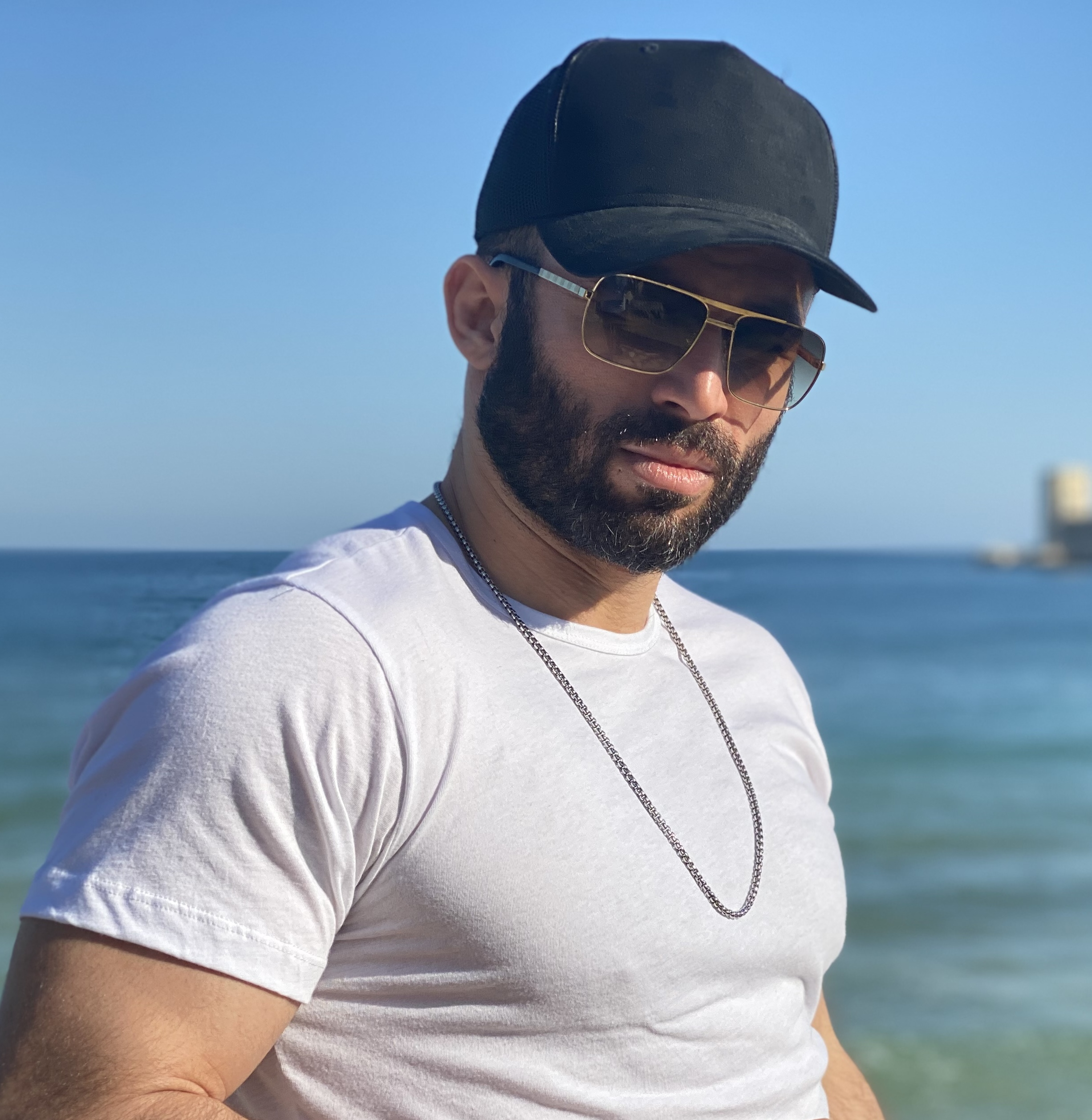
Turabi Çamkıran

Turabi Çamkıran (* 3. Juli 1987 in Mersin) ist ein türkischer Schauspieler und Tänzer.

## Leben und Karriere
Çamkıran wurde am 3. Juli 1987 in Mersin geboren. Seine Familie stammt ursprünglich aus Kahramanmaraş. Er besuchte die Mersin Toroslar Lisesi und Gazi Lisesi'ne, aber er brach die Schule ab und nahm 2014 bei Survivor 2014 teil. Nach seiner Teilnahme beendete er die Schule. Seit seiner Jugend interessiert sich Çamkıran sowohl für Breakdance als auch für Muay Thai. Er studierte Tanz an der Fakultät für Bildende Künste der Universität Mersin. Vor seinen Teilnahmen in türkischen TV-Shows tanzte er zuvor für bekannte Sänger wie Gülşen, Ajda Pekkan, Hadise, Atiye Deniz, Petek Dinçöz, Linet oder Ismail YK.
2013 nahm er an den Wettbewerb Yetenek Sizsiniz Türkiye teil und kam bis ins Halbfinale. Anschließend nahm er 2014, 2015 und 2018 an der Sendung Survivor Türkiye teil und wurde 2014 und 2015 erster. 2018 belegte er den fünften Platz. Unter anderem spielte er in einigen Filme und Serien mit. 2019 nahm er an der US-amerikanische Sendung The Challenge: War of the Worlds teil und wurde erster. 2021 spielte er in dem Kinofilm Avcı: İlk Kehanet die Hauptrolle. Unter anderem war er 2024 Kandidat der Sport1-Reality-Show Exatlon Germany.

## Filmografie
Filme
- 2014: Sabit Kanca 2
- 2016: Ketenpere
- 2021: Avcı: İlk Kehanet

Serien
- 2016: Kertenkele: Yeniden Doğuş

Sendungen
- 2013: Yetenek Sizsiniz Türkiye
- 2014: Survivor 2014
- 2015: Survivor All Star
- 2016: Beyaz Show
- 2016: Buyur Bi De Burdan Bak
- 2018: Survivor 2018
- 2019: The Challenge: War of the Worlds
- 2019: Müge ve Gülşen'le 2. Sayfa
- 2019: Gel Konuşalım
- 2019: Survivor Panorama
- 2024: Survivor All Star 2024
- 2024: Exatlon Germany

Gastauftritte
- 2009: Salla (von Atiye Deniz – im Musikvideo)
- 2009: Haydi Bastır (von Ismail YK – im Musikvideo)
- 2010: Pardon (von Hatice – im Musikvideo)
- 2011: Yalanı Boşver (von Petek Dinçöz – im Musikvideo)
- 2011: Sözümden Dönmem (von Linet – im Musikvideo)
- 2011: Superman (von Hadise – im Musikvideo)

## Songs
- 2025: Wine Me, Dine Me